# آنتی کاریزما
آنتی کاریزما نام یک گروه رپ و راک ایرانی بود که شاهین نجفی در ۱۷ ژانویه ۲۰۱۰ به صورت رسمی آن را به عموم معرفی و آغاز به کار کرد.
شاهین نجفی در فیلمی کوتاه (ساخته شهریار آحادی) از صحنه‌های تمرین این گروه می‌گوید:
 من فکر می‌کنم آن چیزی که تاریخ را به انحراف کشانده و موجب کشتار انسان‌ها با ابزارهایی جون مذهب و ایدئولوژی‌های آسمانی و زمینی شده است کاریزماتیسم بوده است و آن تسلط یک شخص یا ایده بر جمعی مشخص می‌باشد.
شاهین نجفی در متنی با عنوان «استغفار و اعلام موجودیت آنتی کاریزما» می‌نویسد:
 موسیقی را بر مبنای اسلوب سنتی بلوز و راک، و نیم نگاهی به دستگاه‌های موسیقی ایرانی ساخته‌ایم و ملودی آوازها، نشانه‌هایی از شیوه‌های گرانج و پانک را در خود دارد. ”آنتی کاریزما” نوایی ست اعتراضی دقیقاً بر ضد هر آنچه که کاریزما دارد. ظاهراً این کلمه تناقضی را در خود نهان کرده است، زیرا هرآنچه که علیه کاریزماتیسم می‌شورد، می‌تواند خود کاریزمایی جدید ایجاد کند.
شاهین نجفی به همراه آنتی کاریزما برای اولین بار در بزرگترین فستیوال رپ فارسی در سه شهر استکهلم، گوتنبرگ و مالمو در کشور سوئد در تاریخ ۴، ۵ و ۶ فوریه ۲۰۱۰ شرکت کرد و مورد استقبال قرار گرفت. ترانه‌های نجفی در این فستیوال به سبک‌های راک و رپ اجرا شد. وی در این فستیوال علاوه بر سایر ترانه‌ها، بازخوانی آهنگ «مشتی ماشاالله» (از ترانه‌های فریدون فروغی) را اجرا نمود و ترانه «قاضی» را به مجید توکلی، دانشجوی دربند اهدا نمود.

## اعضای گروه
- شاهین نجفی: خواننده، آهنگساز، ترانه سرا و گیتاریست
- بابک خزایی: تنظیم کننده، نوازنده گیتار، پیانو، تار و درامز
- آرمین مستعد: نوازنده گیتار باس (نوازنده سابق گروه آرین و تپش ۲۰۱۲)
- پژمان افشاری: نوازنده درامز